# Asia's Next Top Model (mùa 9)
Asia's Next Top Model, Mùa 9 là mùa giải thứ tư của chương trình Asia's Next Top Model. Trong đó 16 các cô gái đến từ toàn bộ các nước châu Á cạnh tranh và họ đến từ các nước như Indonesia, Philippines, Malaysia, Singapore, Thái Lan, Hàn Quốc, Mông Cổ, Myanmar và Việt Nam. Chương trình được công chiếu bắt đầu từ ngày 19/2/2021, chương trình được tổ chức sớm hơn dự kiến 4 tháng vì lo ngại đại dịch COVID-19 sẽ quay trở lại. 
Giải thưởng của mùa này là: 
- 1 hợp đồng người mẫu với Storm Model Management tại Luân Đôn
- Chụp ảnh bìa cho tạp chí Harper's Bazaar Japan
- Ký hợp đồng làm gương mặt đại diện cho chiến dịch quảng cáo năm 2021 của TRESemmé
- Sở hữu 1 chiếc xe Subaru Forester 2021 đời mới

Người chiến thắng của mùa này là Ashley Garrett, 24 tuổi đến từ Singapore

## Vòng sơ tuyển
Ở mùa 9, sẽ thực hiện vòng sơ tuyển Online do tính chất đại dịch COVID-19 , các công ty quản lý người mẫu của các thí sinh sẽ tuyển chọn đưa ra quyết định.
Ngoài ra ở vòng sơ tuyển Online, các thí sinh sẽ được chọn 1 trong 2 cuộc thi người mẫu do công ty truyền thông Refinery Media sắp tới sẽ sản xuất quảng bá mùa thứ 9 Asia's Next Top Model và mùa thứ 6 Supermodel Me, 

## Thí sinh
(Tính theo tuổi khi còn trong cuộc thi)
| Đại diện    | Thí sinh                   | Tuổi | Chiều cao               | Bị loại ở | Hạng |
| ----------- | -------------------------- | ---- | ----------------------- | --------- | ---- |
| Indonesia   | Dominique Zacktson         | 21   | 1,70 m (5 ft 7 in)      | Tập 1     | 16   |
| Thái Lan    | Ako Suwansaweang           | 20   | 1,73 m (5 ft 8 in)      | Tập 1     | 15   |
| Myanmar     | Liz Tubawa                 | 25   | 1,69 m (5 ft 6+1⁄2 in)  | Tập 2     | 14   |
| Philippines | Yuli Pangestu              | 27   | 1,75 m (5 ft 9 in)      | Tập 3     | 13   |
| Malaysia    | Gisella Kurniawan          | 24   | 1,73 m (5 ft 8 in)      | Tập 4     | 12   |
| Trung Quốc  | Isabelle Yuu               | 19   | 1,71 m (5 ft 7+1⁄2 in)  | Tập 5     | 11   |
| Thái Lan    | Nanthiya Kathleen Branston | 17   | 1,80 m (5 ft 11 in)     | Tập 6     | 10-9 |
| Việt Nam    | Jocelyn Nguyễn             | 21   | 1,70 m (5 ft 7 in)      | Tập 6     | 10-9 |
| Philippines | Vanessa Gonzalez           | 26   | 1,75 m (5 ft 9 in)      | Tập 8     | 8    |
| Indonesia   | Caroline Medina            | 24   | 1,76 m (5 ft 9+1⁄2 in)  | Tập 9     | 7    |
| Đài Loan    | Dannah Chang               | 20   | 1,73 m (5 ft 8 in)      | Tập 10    | 6    |
| Đài Loan    | Han Shun Cheng             | 18   | 1,77 m (5 ft 9+1⁄2 in)  | Tập 11    | 5-4  |
| Việt Nam    | Mỹ Nhân Trương             | 22   | 1,71 m (5 ft 7+1⁄2 in)  | Tập 11    | 5-4  |
| Nhật Bản    | Katherine Yakamoto         | 20   | 1,82 m (5 ft 11+1⁄2 in) | Tập 13    | 3    |
| Philippines | Nikki Olafson              | 18   | 1,74 m (5 ft 8+1⁄2 in)  | Tập 13    | 2    |
| Singapore   | Ashley Garrett             | 23   | 1,74 m (5 ft 8+1⁄2 in)  | Tập 13    | 1    |

## Thứ tự gọi tên
| Thứ tự | Tập       | Tập       | Tập                | Tập       | Tập       | Tập       | Tập              | Tập       | Tập       | Tập       | Tập       | Tập          | Tập       |  |
| Thứ tự | 1         | 1         | 2                  | 3         | 4         | 5         | 6                | 7         | 8         | 9         | 10        | 11           | 13        |  |
| ------ | --------- | --------- | ------------------ | --------- | --------- | --------- | ---------------- | --------- | --------- | --------- | --------- | ------------ | --------- |  |
| 1      | Shun      | Caroline  | Nanthiya Katherine | Katherine | Isabelle  | Ashley    | Katherine        | Katherine | My Nhan   | Shun      | Nikki     | Ashley       | Ashley    |  |
| 2      | Nikki     | Shun      | Nanthiya Katherine | Jocelyn   | Ashley    | Shun      | Dannah           | Nikki     | Shun      | My Nhan   | Katherine | Katherine    | Nikki     |  |
| 3      | My Nhan   | Isabelle  | Caroline Vanessa   | Ashley    | Nikki     | My Nhan   | Shun             | Caroline  | Ashley    | Katherine | Ashley    | Nikki        | Katherine |  |
| 4      | Isabelle  | Yuli      | Caroline Vanessa   | Dannah    | Katherine | Nanthiya  | My Nhan          | My Nhan   | Dannah    | Nikki     | My Nhan   | My Nhan Shun |           |  |
| 5      | Caroline  | Ashley    | Nikki              | Isabelle  | Vanessa   | Jocelyn   | Caroline         | Vanessa   | Caroline  | Ashley    | Shun      | My Nhan Shun |           |  |
| 6      | Katherine | Katherine | Jocelyn            | My Nhan   | Caroline  | Dannah    | Nikki            | Shun      | Nikki     | Dannah    | Dannah    |              |           |  |
| 7      | Liz       | Dannah    | Shun               | Vanessa   | My Nhan   | Katherine | Vanessa          | Dannah    | Katherine | Caroline  |           |              |           |  |
| 8      | Gisella   | Nanthiya  | Ashley             | Caroline  | Dannah    | Nikki     | Ashley           | Ashley    | Vanessa   |           |           |              |           |  |
| 9      | Vanessa   | Nikki     | My Nhan            | Nanthiya  | Jocelyn   | Vanessa   | Jocelyn Nanthiya |           |           |           |           |              |           |  |
| 10     | Dannah    | Jocelyn   | Dannah             | Nikki     | Shun      | Caroline  | Jocelyn Nanthiya |           |           |           |           |              |           |  |
| 11     | Ashley    | Gisella   | Isabelle           | Gisella   | Nanthiya  | Isabelle  |                  |           |           |           |           |              |           |  |
| 12     | Yuli      | Liz       | Yuli               | Shun      | Gisella   |           |                  |           |           |           |           |              |           |  |
| 13     | Ako       | Vanessa   | Gisella            | Yuli      |           |           |                  |           |           |           |           |              |           |  |
| 14     | Nanthiya  | My Nhan   | Liz                |           |           |           |                  |           |           |           |           |              |           |  |
| 15     | Jocelyn   | Ako       |                    |           |           |           |                  |           |           |           |           |              |           |  |
| 16     | Dominique |           |                    |           |           |           |                  |           |           |           |           |              |           |  |

     Thí sinh bị loại
     Thí sinh bị loại nhưng được cứu
     Cặp thí sinh được đánh giá ảnh đẹp nhất tuần trong buổi chụp ảnh đôi
     Thí sinh chiến thắng cuộc thi
     Thí sinh chiến thắng tuần
     Thí sinh bị loại ở buổi chụp ảnh đầu tiên của Tập 1

### Buổi chụp hình
- Tập 1 (Photoshoot 1): Check in tại sân bay Tokyo Haneda - Sáng
- Tập 1 (Photoshoot 2): Check in tại Nhà ga Tokyo - Tối
- Tập 2: Cặp đôi hoàn hảo quảng bá game điện tử PUBG (Chụp đôi)
- Tập 3: Cosplay các nhân vật Anime nổi tiếng tại Nhật Bản
- Tập 4: Vẻ đẹp 12 cung hoàng đạo
- Tập 5: Vẻ đẹp hoài cổ của dòng Subaru 1500 năm 1954
- Tập 6: Sự bao vây kìm hãm của tơ nhện
- Tập 7: Sự dũng cảm leo núi Phú Sĩ
- Tập 8: Videoshoot - KOL đại diện bộ skin-care hãng Hada Labo
- Tập 9: Sức mạnh của Nữ hải tặc - 17th Century Pirates
- Tập 10: Chân dung hình tượng thuần khiết Geisha
- Tập 11: Videoshoot - Nữ tương lai tiếp nối hãng xe Subaru Outback 2021
- Tập 13: Albm Nữ sinh trung học Nhật Bản

1. ↑  Trong tập 8, Monika được miễn loại vì giành chiến thắng thử thách.
2. ↑  Trong tập 10, Amanda và Barbara rơi vào cuối bảng. Nhưng tập phim kết thúc ở đó và kết quả sẽ được hiện ra ở đầu tập 11, được tiết lộ rằng Amanda đã bị loại.
3. ↑  Tập 11 là tập nói về cuộc trò chuyện một đối một của các cô gái với Georgina và hành trình của họ lên top 4.